# Ecole Normale d’Instituteurs Tanimoune
Die Ecole Normale d’Instituteurs Tanimoune (kurz: ENI Tanimoune) ist eine Lehrerbildungsanstalt in der Stadt Tillabéri in Niger.

## Standort und Ausbildungsangebot
Die Ecole Normale d’Instituteurs Tanimoune befindet sich im Nordwesten des urbanen Gemeindegebiets der Regionalhauptstadt Tillabéri. Sie weist drei Ausbildungszweige auf: zum Hilfslehrer, zum Lehrer und eine Spezialsektion.

## Geschichte
Die Anstalt wurde 1959 als Hilfslehrerseminar unter der Bezeichnung Cours Normal de Tillabéri geschaffen. Sie war anfänglich nur Mädchen zugänglich (Mädchenschule). Mit der Gründung des Cours Normal de Tillabéri waren am bislang koedukativen Cours Normal de Zinder nur noch Knaben zugelassen (Knabenschule). Während ein Cours Normal nur der Ausbildung von Hilfslehrern (instituteur-adjoint) gewidmet war, konnte eine Ecole Normale (Normalschule) auch als Lehrer (instituteur) mit einem Baccalauréat abgeschlossen werden.
Der französische Staatspräsident Georges Pompidou wurde am 24. Januar 1972 bei seinem Staatsbesuch in Niger mit einer Tomate beworfen. Daraufhin wurden drei Burschen und ein Mädchen festgenommen. Um für deren Freilassung zu demonstrieren, traten die Schüler mehrerer Schulen in einen Schülerstreik. Die Regierung schloss deshalb am 15. Februar 1972 den Cours Normal in Tillabéri, das Lycée National und das Collège Mariama in Niamey, die Ecole Normale in Zinder sowie das Lycée Technique in Maradi. Der Schulbetrieb wurde am 21. Februar 1972 wieder aufgenommen, wobei landesweit 41 Schüler, die den Streik fortsetzten, zeitweise ihrer Schulen verwiesen wurden.
Durch ein Dekret vom 5. Oktober 1973 wurde der Cours Normal de Tillabéri zur Ecole Normale de Tillabéri erhoben. Die gleiche Aufwertung erfuhr der Cours Normal de Tahoua für Knaben. Außerdem waren beide Ausbildungsstätten nunmehr sowohl für Knaben als auch für Mädchen zugelassen. Zur Ecole Normale de Tillabéri gehörte ein Internat. Das Baccalauréat konnte nach dreijähriger Ausbildung erworben werden. Die Anstalt wurde 1992 für zehn Jahre geschlossen und ihre Schüler nach Zinder transferiert.
Ihre Wiedereröffnung als Ecole Normale Tanimoune erfolgte mittels eines Gesetzes vom 31. Dezember 2002, das ihr zugleich die Selbstverwaltung unter staatlicher Aufsicht zugestand. Ihr Namensgeber Tanimoune war im 19. Jahrhundert Sultan von Zinder. Eine Verordnung definierte 2006 acht Schulen in der Nähe der Ecole Normale Tanimoune als Übungsschulen, in denen erfahrene Lehrkräfte die Lehramtsstudierenden betreuen. Dazu zählten beispielsweise die Grundschulen in Boukou und Mari sowie die Zentralschule in Sakoïra.
Alle Ecoles Normales (Normalschulen, kurz EN) erhielten 2007 landesweit die neue Bezeichnung Ecole Normale d’Instituteurs (Lehrer-Normalschule, kurz ENI). In Tillabéri wurde neben die Lehrer- und Hilfslehrerausbildung eine Spezialsektion eingeführt, in der sich Hilfslehrer nach dreijähriger Berufstätigkeit zum Lehrer umschulen lassen können. Im Schuljahr 2009/2010 gehörten dem Lehrkörper der Ecole Normale d’Instituteurs Tanimoune 37 Personen an, darunter nur eine Frau. Die Anzahl der Schüler belief sich auf 1492 in 32 Klassen. Im Schuljahr 2012/2013 waren 917 der 1344 Schüler Mädchen. Die Spezialsektion wurde von sechs Personen besucht. Die Schulleitung hatten ab 2012 Abdoulaye Marou Beidou, ab 2013 Elhadji Amadou Issoufou und ab 2017 zunächst Issa Ali Wali, dann Seidi Rissa inne.
Ein landesweiter Kompetenztest der Lehrer in Französisch und Mathematik erbrachte 2017 dermaßen schlechte Ergebnisse, dass der Unterrichtsminister Daouda Marthé bestimmte Diplome als Zugangsvoraussetzung zu allen Ausbildungsstätten des Typs Ecole Normale d’Instituteurs einführte. Mit dem Ziel einer effizienten Verwaltung ohne Inkohärenzen bei der Umsetzung des Lehrplans wurde die Selbstverwaltung aller elf Lehrerbildungsanstalten des Landes 2019 aufgehoben. Sie wurden stattdessen direkt der für Aus- und Weiterbildung zuständigen ministeriellen Generaldirektion unterstellt. Unter Staatspräsident Mohamed Bazoum wurden die Zugangsbeschränkungen 2021 weiter verschärft und das Baccalauréat zur Bedingung, um an einer Ecole Normale d’Instituteurs studieren zu können.

## Bekannte ehemalige Schülerinnen und Schüler
- Bouli Ali Diallo (* 1948), Biologin und Politikerin